# M55
M55 (NGC 6809) е кълбовиден звезден куп, разположен по посока на съзвездието Стрелец. Открит е от Никола Луи дьо Лакай през 1751.
Намира се на около 17 500 св.г. от Земята, като радиусът му е 20 св.г., а ъгловият диаметър – 19'. Интегралната видима звездна величина на купа е +7.6.